# اچ‌ام‌اس فورستر (۱۹۱۱)
اچ‌ام‌اس فورستر (۱۹۱۱) (به انگلیسی: HMS Forester (1911)) یک کشتی بود که طول آن ۲۴۶ فوت (۷۵ متر) بود. این کشتی در سال ۱۹۱۱ ساخته شد.